# Pont de Montvert
Le pont de Montvert est un pont enjambant le Tarn et situé sur l'ancienne commune du Pont-de-Montvert, dans le département de la Lozère, en France.

## Description
Propriété de la commune, ce pont en forme de dos d'âne date du XVIIe siècle. Il possède à son entrée une tour carrée qui devait servir aux péages lors du passage des troupeaux.
Un dessin de ce pont se trouve sur le site de la BnF Gallica.

## Historique
L'édifice est inscrit au titre des monuments historiques en 1950.